# Herichthys
Herichthys – rodzaj słodkowodnych ryb okoniokształtnych z rodziny pielęgnicowatych (Cichlidae).

## Występowanie
Ameryka Północna – Meksyk i południe USA.

## Klasyfikacja
Gatunki zaliczane do tego rodzaju:
- Herichthys bartoni (Bean, 1892)
- Herichthys carpintis (Jordan & Snyder, 1899)
- Herichthys cyanoguttatus Baird & Girard, 1854 – pielęgnica perłowa[3]
- Herichthys deppii (Heckel, 1840)
- Herichthys labridens (Pellegrin, 1903)
- Herichthys minckleyi (Kornfield & Taylor, 1983)
- Herichthys pame De la Maza-Benignos & Lozano-Vilano, 2013[4]
- Herichthys pantostictus (Taylor & Miller, 1983)
- Herichthys steindachneri (Jordan & Snyder, 1899)
- Herichthys tamasopoensis Artigas Azas, 1993
- Herichthys tepehua De la Maza-Benignos, Ornelas-García, Lozano-Vilano et al., 2015[5]

De la Maza-Benignos i współpracownicy (2015) przenieśli gatunki H. pame, H. bartoni, H. labridens, H. pantostictus i H. steindachneri (oraz taksony H. molango i H. pratinus zsynonimizowane później z H. pantostictus) do odrębnego rodzaju Nosferatu, ale propozycja ta nie zyskała akceptacji innych badaczy i takson Nosferatu jest obecnie traktowany jako synonim Herichthys.

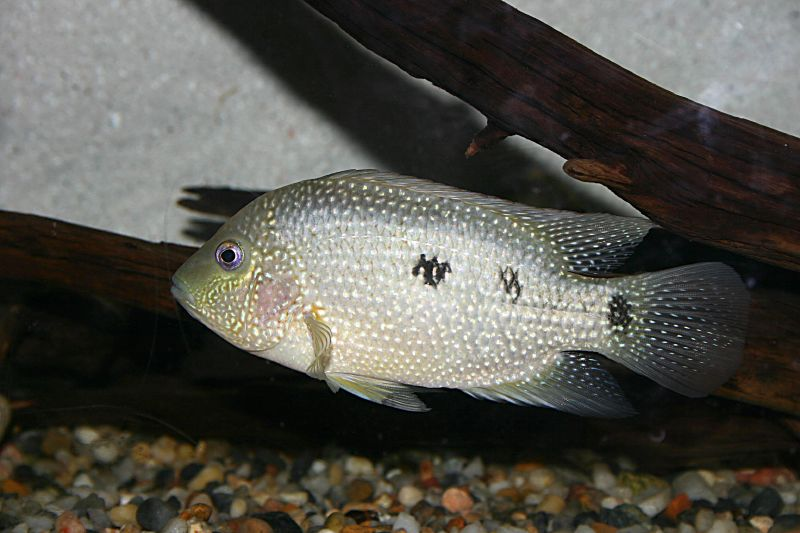
Herichthys cyanoguttatus
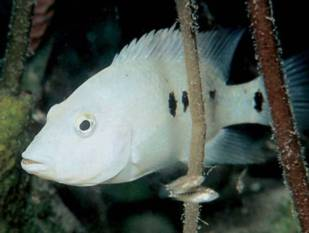
Herichthys minckleyi